# جانيت ماكدونالد
جانيت ماكدونالد (بالإنجليزية: Jeanette MacDonald)‏ هي مغنية أوبرا ومغنية وموسيقية وممثلة أمريكية، ولدت في 18 يونيو 1903 بفيلادلفيا في الولايات المتحدة، وتوفيت في 14 يناير 1965 بهيوستن في الولايات المتحدة بسبب نوبة قلبية. بدأت مشوارها المهني سنة 1920.

## أعمال

### أفلام
- (1929) موكب الحب
- (1932) ساعة معك
- (1934) الأرملة المرحة
- (1935) مارييتا الشقية
- (1936) سان فرانسيسكو

## وصلات خارجية
- جانيت ماكدونالد على موقع IMDb (الإنجليزية)
- جانيت ماكدونالد على موقع الموسوعة البريطانية (الإنجليزية)
- جانيت ماكدونالد على موقع روتن توميتوز (الإنجليزية)
- جانيت ماكدونالد على موقع مونزينجر (الألمانية)
- جانيت ماكدونالد على موقع ألو سيني (الفرنسية)
- جانيت ماكدونالد على موقع ميوزك برينز (الإنجليزية)
- جانيت ماكدونالد على موقع تيرنر كلاسيك موفيز (الإنجليزية)
- جانيت ماكدونالد على موقع أول موفي (الإنجليزية)
- جانيت ماكدونالد على موقع قاعدة بيانات برودواي على الإنترنت (الإنجليزية)
- جانيت ماكدونالد على موقع قاعدة بيانات الأفلام السويدية (السويدية)